# Église Saint-Simon-et-Saint-Jude d'Ascou
L'église Saint-Simon-et-Jude d'Ascou est une église catholique située dans le village d'Ascou dans le département de l'Ariège et dans la région administrative Occitanie.

## Histoire
Elle a été construite en 1448, perchée sur l'éperon du ruisseau de la Lauze. La façade a été modernisée en 1862, tout comme le clocher-mur, avec 2 cloches.
C'est l'église principale de la commune.

## Galerie

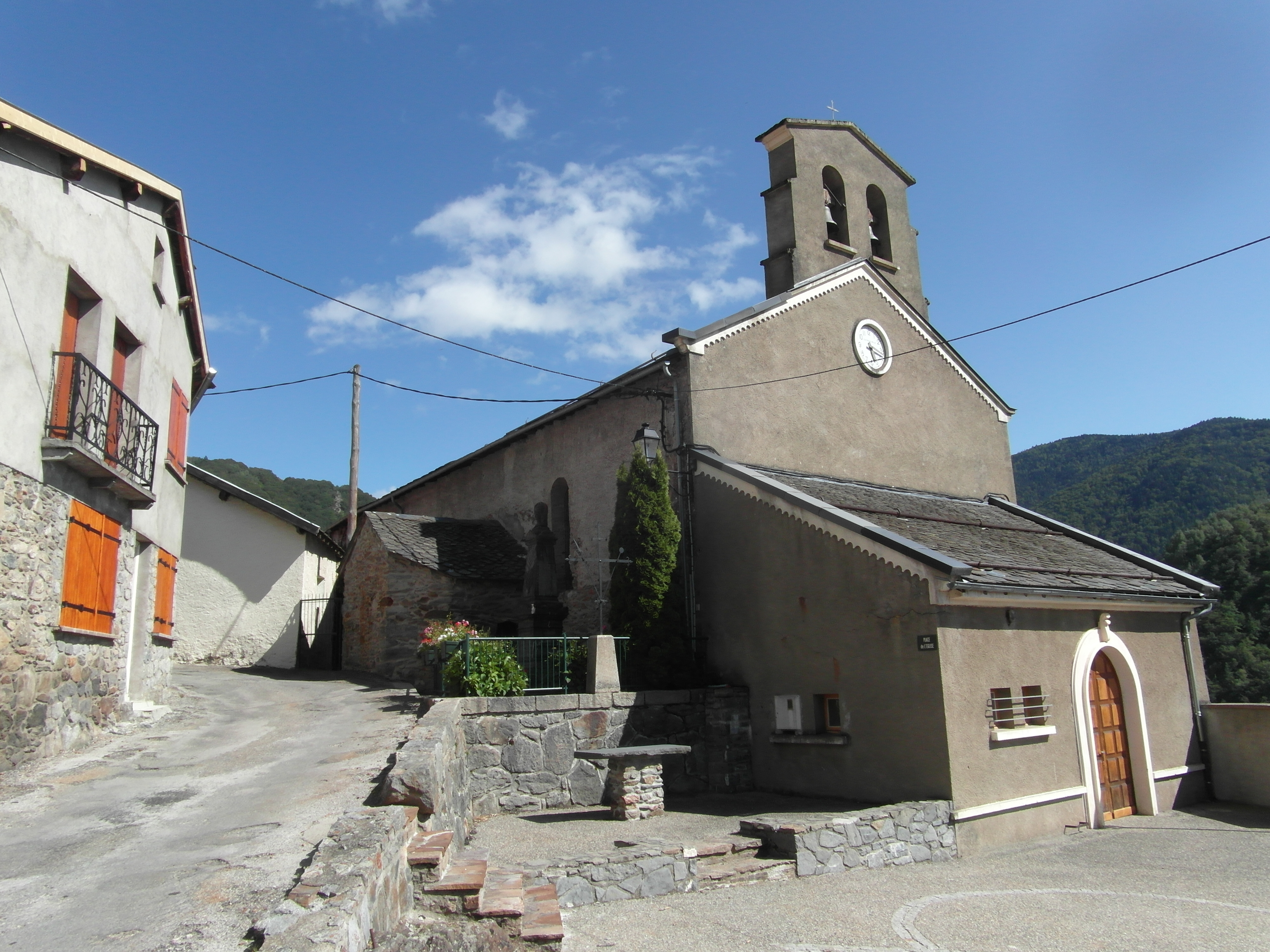
Façade
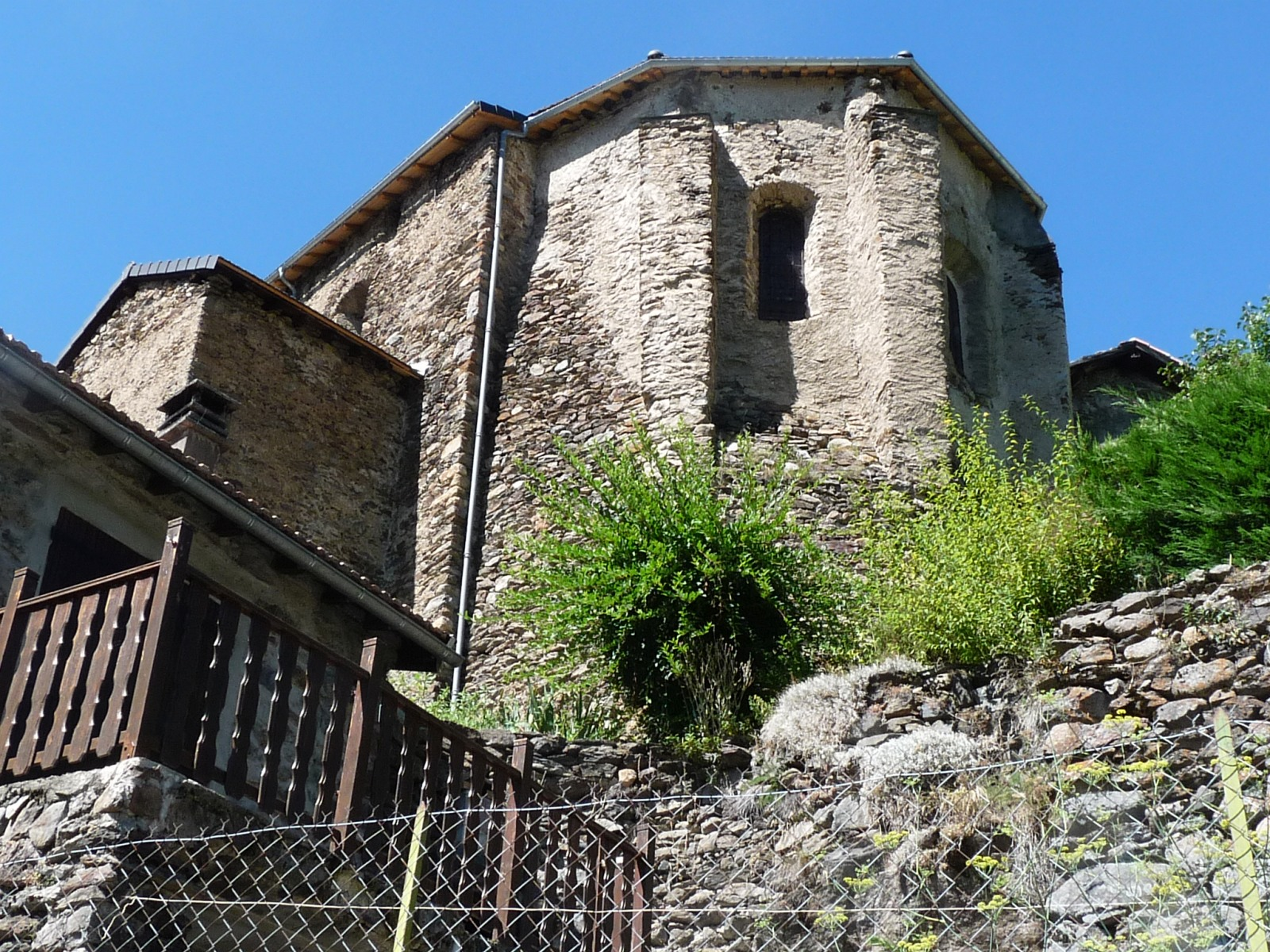
Retro